# Gulfstream G100
Gulfstream G100 — також відомий як Astra SPX розроблений корпорацією Israel Aerospace Industries двомоторний реактивний літак бізнес класу, що виробляється корпорацією Gulfstream. У Військово-повітряних силах США G100 отримав позначення C-38 Courier.

## Розробка та серійне виробництво
Літак Astra став продовженням літаків Rockwell Jet Commander для якого IAI придбало ліцензію на виробництво у 1968 році та літака IAI Westwind. Дизайн крила Astra був змінений, і з абсолютно новим фюзеляжем було створено літак Galaxy (пізніше переназвано у Gulfstream G200).
Робота з поліпшення Westwind почалася від початку 1980-х, з першого польоту прототипу 19 березня 1984 року. Перший літак Astra злетів у березні 1985 року, FAA сертифікацію прийшов у серпні 1985 року, а на ринок вийшов у 1986 році.
Оригінальний Astra 1125 був замінений в на Astra SP, про що було оголошено у 1989 році і побудовано 37 літаків. Третій варіант, Astra SPX, здійснив перший політ у серпні 1994 року. Саме цей варіант був перейменований у G100 з вересня 2002 року після придбання компанією Gulfstream компанії Galaxy Aerospace. IAI будує літаки G100 в Ізраїлі, а потім літаки переправляють в США для завершення та внутрішнього оснащення.
У вересні 2002 року компанія Gulfstream анонсувала поліпшений літак G150, в основу якого ліг літак G100. Цей новий варіант був представлений у 2005 році.

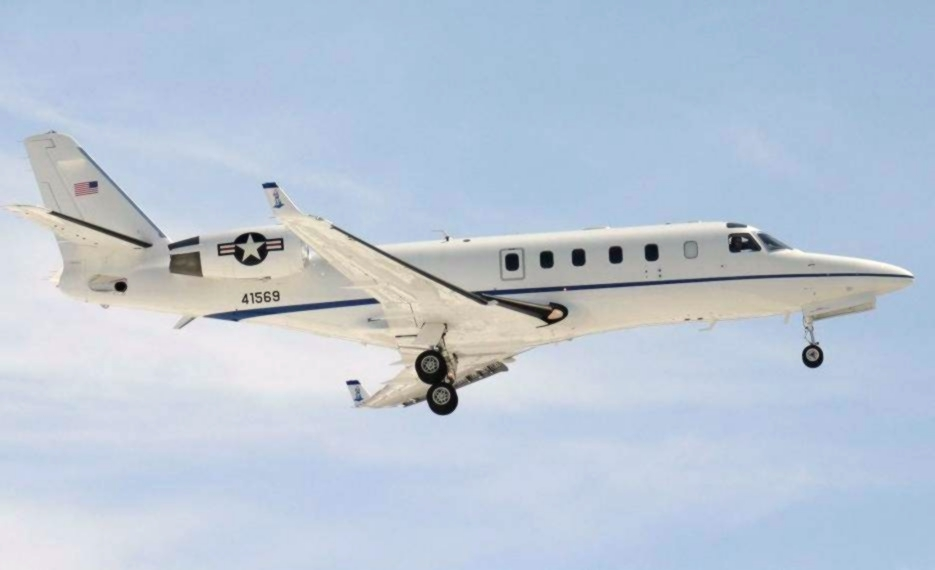
C-38A Astra SPX в польоті

C-38 Courier і по наш час[коли?] використовується ВПС США з двісті першої ескадрильї повітряних перевезень на авіабазі Ендрюс в штаті Меріленд. C-38 замінив ранній  C-21 Learjet. C-38 відрізняється від стандартного Gulfstream G100, наявністю GPS-пристрою  військового класу, тактичного аеронавігаційного пристрою, UHF і VHF безпечного командного радіо, ідентифікаційною системою «друг/ворог».

## Модифікації та їх технічні характеристики

### Gulfstream G100
Основні характеристики
- Екіпаж: 2 людини
- Пасажиромісткість: 4 пасажира
- Вантажопідйомність: 1496 кг
- Довжина: 16,94 м
- Висота: 5,54 м
- Розмах крила: 16,64 м

- Маса порожнього: 6531 кг
- Маса спорядженого: 11249 кг
- Максимальна злітна маса: 11500 кг
- Корисне навантаження: 401 кг
- Маса палива у внутрішніх баках: 4247 кг
- Силова установка: 2 ×  Honeywell TFE731-40R-200G

Льотні характеристики
- Максимально допустима швидкість: 0,875 Маха
- Крейсерська швидкість: 460 вузлів
- Практична дальність: 2700 / 2950 миль (IFR/VFR) (5465 / 6034 км)

### Gulfstream G150
Основні характеристики
- Екіпаж: 2 людини
- Пасажиромісткість: 6-8 пасажира
- Довжина: 16,94 м
- Висота: 5,82 м
- Розмах крила: 16,94 м

- Маса порожнього: 7938 кг
- Максимальна злітна маса: 11839 кг
- Корисне навантаження: 1089 кг
- Маса палива у внутрішніх баках: 4672 кг
- Силова установка: 2 ×  Honeywell TFE 731-40AR

Льотні характеристики
- Максимально допустима швидкість: 0,85 Маха
- Крейсерська швидкість: 850 км/год
- Практична дальність: 3000 миль (IFR/VFR) (5556 км)
- Довжина розгону: 1524 м
- Довжина пробігу: 878 м